# Квинт Корнелий Сенецио Аниан
Вижте пояснителната страница за други личности с името Сенецио.
Вижте пояснителната страница за други личности с името Аниан.
Квинт Корнелий Сенецио Аниан (на латински: Quintus Cornelius Senecio Annianus) е политик и сенатор на Римската империя през 2 век.
Произлиза от Carteia в провинция Бетика. Първо е проконсул на провинцията Витиния и Понт. През 142 г. той е суфектконсул заедно с Луций Тусидий Кампестер.